# ادوارد فادواپر دروغ مصلحت‌آمیز بزرگی گفت
ادوارد فادواپر دروغ مصلحت‌آمیز بزرگی گفت (به انگلیسی: Edwurd Fudwupper Fibbed Big) یک فیلم کوتاه آمریکایی است که در سال ۲۰۰۰ منتشر شد.

## بازیگران
- امیلی آسمنت
- جاستین برینسفیلد
- جان کلیز
- فرانسیس مک‌دورمند
- جاناتان وینترز
- کاترین اوهارا
- هری شیرر
- هالی جوئل آزمنت